# Michael Townley
Pour les articles homonymes, voir Townley.
Ne doit pas être confondu avec Michael De Santa.
Michael Townley, né le 9 décembre 1942 à Waterloo (États-Unis), est un ancien agent américain, qui travaille pour la DINA chilienne sous Pinochet. 
Issu de la CIA, il prend part à l'opération Condor, au cours de laquelle il planifie l'attentat contre le général Carlos Prats à Buenos Aires en 1974, sous les ordres de Manuel Contreras, ainsi que l'attentat à la voiture piégée contre l'ancien ministre d'Allende, Orlando Letelier, à Washington en 1976.

## Biographie
Selon des documents déclassifiés de la CIA (publiés par le National Security Archive), il fut engagé en 1970 par celle-ci. Il a rencontré en 1975 Stefano Delle Chiaie, un terroriste néo-fasciste italien ayant travaillé avec Gladio. Townley était aussi en contact avec l'ancien membre de l'OAS Albert Spaggiari.
Entre 1974 et 1976, il est impliqué dans les assassinats d'Orlando Letelier, à Washington, de Bernardo Leigthon, ex-vice-président du Chili, à Rome, et du général Carlos Prats, prédécesseur de Pinochet à la tête des armées, à Buenos Aires.

### L'assassinat de Letelier
Devant les pressions grandissantes des autorités américaines après l'assassinat d'Orlando Letelier, l'ex-ministre des Affaires étrangères de Salvador Allende, à Washington, en septembre 1976, la dictature de Pinochet accepta en 1978 d'extrader Michael Townley. Washington demande également en vain l'extradition du chef de la DINA, Manuel Contreras (qui décède en 2015), et du général Pedro Espinoza Bravo. L'agent du FBI Robert Scherrer participa à l'enquête sur l'assassinat.
Condamné à dix ans de prison aux États-Unis pour l'assassinat d'Orlando Letelier, il fut ensuite libéré sous le programme fédéral de protection des témoins.
Il impliqua directement, lors de son procès, Pinochet lui-même dans l'attentat. Townley confessa en outre qu'il avait loué les services de cinq anti-castristes cubains afin de piéger la voiture d'Orlando Letelier. Selon le journaliste Jean-Guy Allard, après des consultations avec les dirigeants de l'organisation anti-castriste CORU, dont Luis Posada Carriles et Orlando Bosch, ceux qui furent désignés pour préparer le meurtre étaient José Dionisio « Bain de sang » Suárez, Virgilio Paz Romero, Alvin Ross Díaz et les frères Guillermo et Ignacio Novo Sampoll,. Selon le Miami Herald, Luis Posada Carriles (aujourd'hui aux États-Unis, il est recherché par le Venezuela et Cuba pour l'attentat contre le Vol 455 Cubana commis le 6 octobre 1976), était à la réunion qui décida des deux événements (l'attentat du vol 455 et le meurtre de Letelier).

### Autres procès
Michael Townley a été condamné par contumace à quinze ans de prison en Italie, en raison de son rôle comme intermédiaire entre la DINA et les néofascistes italiens impliqués dans la stratégie de la tension.
Le juge fédéral argentin Maria Servini de Cubria a aussi réclamé à Santiago, en 2003, l'extradition de Mariana Callejas, l'ex-femme de Townley, aussi accusée du meurtre de Carlos Prats. Mais le juge chilien Nibaldo Segura, de la Cour d'appel, a refusé en juillet 2005, en déclarant que Callejas était déjà en train d'être jugée au Chili.
Interrogé en mars 2005 par le juge Alejandro Madrid à propos de la mort de l'ancien président chrétien-démocrate Eduardo Frei Montalva, Michael Townley avoua l'existence de liens entre la colonie Dignidad, sinistre camp dirigé par l'ancien nazi Paul Schäfer, et le Laboratoire de guerre bactériologique de l'armée chilienne de l'autre côté. Les enquêteurs soupçonnent que le poison qui a tué Frei Montalva dans la clinique de Santa Maria en 1982 a été élaboré dans cet endroit. Ce nouveau laboratoire de l'armée, à l'intérieur de la colonie Dignidad, aurait été, selon Townley, le successeur du laboratoire de la DINA Via Naranja de lo Curro, où Townley travaillait avec le chimiste Eugenio Berrios. Townley a aussi témoigné au sujet d'expériences biologiques commises sur des prisonniers dans ce camp de détention.